# 安倍ようこ
安倍 ようこ（あべ ようこ、12月3日生）は、日本の女性声優、歌手、ラジオパーソナリティ、映画コメンテーター。以前は、TABプロダクションに所属していた。現在は、フリーとして活動している。東京都出身。
声優では子供役や女子生徒役などが多いが、女性や男の子役なども演じている。歌ではロリ声で「電波ソング大賞」上位に入ることも多い。

## 主な出演作品

### テレビアニメ
2005年
- 魔豆奇伝パンダリアン（子供パンダ）

2006年
- Soul Link（クーちゃん） - ソ連の宇宙犬（宇宙飛行した犬）。クドリャフカ (犬)から、クーちゃんと名付けられた。

2007年
- School Days（卯月）

### 劇場アニメ
2017年
- きみの声をとどけたい（カーラジオから放送されるアナウンサー）[2]

### ラジオドラマ
2012年
- 松本零士 原作コミック「天使の時空船」（レオナルド・ダ・ヴィンチの伝説）
- FMラジオドラマ［天使の時空船」（レオナルド・ダ・ヴィンチ（幼少期）役
- （レオナルド・ダ・ヴィンチの飼い猫）ネロ役、アナウンス 役

2013年
- 松本零士 原作コミック「天使の時空船」（レオナルド・ダ・ヴィンチの伝説）
- FMラジオドラマ［天使の時空船」（松本零士の飼い猫）ミーくん 役
- カテリーナの息子（レオナルド・ダ・ヴィンチの弟）役

2014年
- 松本零士 原作コミック「天使の時空船」（レオナルド・ダ・ヴィンチの伝説）
- FMラジオドラマ［天使の時空船」（レオナルド・ダ・ヴィンチ（幼少期）役
- （松本零士の飼い猫）ミーくん 役
- ラー役（異次元のクリスティン）役

2015年
- 松本零士 原作コミック「天使の時空船」（レオナルド・ダ・ヴィンチの伝説）
- （松本零士の飼い猫）ミーくん 役

2016年
- 松本零士 原作コミック「天使の時空船」（レオナルド・ダ・ヴィンチの伝説）
- （レオナルド・ダ・ヴィンチになる前の天使）天使 役

### ゲーム

#### PlayStation 2
- SIMPLE2000シリーズ THE キョンシーパニック （子供キョンシー 役）
- Soul Link EXTENSION （クーちゃん）
- Strawberry Panic! （女子生徒 役）
- 魔砲使い黒姫 （双子の魔女 風鈴（フォーリン）役）
- Monochrome （女子生徒 役）
- Like Life an hour （主人公の少年時代 役）
- オレンジハニー〜僕は君に恋してる （美術部員、女子生徒 役）

#### ゲームセンター用
- 蚊とりアタック （女の子）
- ドジョッ子つかみ （子供）

### ドラマCD
- TVアニメSoul Link キャラクターソング&ドラマCD Mission 01 （クーちゃん）
- TVアニメSoul Link キャラクターソング&ドラマCD Mission 02 （クーちゃん）
- TVアニメSoul Link キャラクターソング&ドラマCD Mission 03 （クーちゃん）
- TVアニメSoul Link キャラクターソング&ドラマCD Mission 04 （クーちゃん）
- 「気まぐれ王子に気をつけろ」 （女性 役）
- 「らぶドル 〜Lovely Idol〜」 （女子生徒 役）

### ラジオ
- 文化放送・超!A&G+「アキバチック天国・スーパー」- ゲスト出演（2008年2月15日）。
- 「東京アニメレディオ」（コミュニティFM）（2012年1月 - 2013年3月）。
- ミュージックバード「ANIME RADIO」（2012年8月 - 2016年6月）。
- WALLOP「声優☆安倍ようこのアニラジ電波」（2013年3月 -放送中 ）。
- 鎌倉エフエム放送
  - mu-techモードP（2014年11月 -2015年3月 ）。
  - シーサイドカフェ828（2015年10月 - ）。
  - カマアニGT（2016年4月 -2016年12月）。
  - カマアニNEXT（2017年1月 -出演中 ）。ラジオ番組内のコーナーでマスコミ試写会 の映画を観て紹介する映画コメンテーターを担当している。

### アナウンス
- 2023年 5月〜 道の駅大歩危内　妖怪屋敷 (妖怪おみくじのアナウンス)　 安倍ようこが担当

## 音楽活動

### 音楽CD
- CDアルバム「V-HEARTS.vol3」- おやつのじかんを収録。
- CD「GWAVE 1st impact2005」 -「天使のハートブレイク」を収録。
- メテオ サントラCD
- 「meteor sound tracks vol.1」（天使のハートブレイク）、 (LOVE&PEACE)
- 「meteor sound tracks vol.2」 （ちょこっと☆ばんぱいあ!）、（二人のカノン））
- CDミニアルバム「らぶでんぱ」（「ぴ・ぴ・ぴ」収録）
- Vａｃｏｍｐｉｌａtion CD　ｐａｎｏｒａｍａ　ｖｏｌ．４-おやつのじかんを収録。
- 安倍ようこCD１ｓｔミニソロアルバム「おうたのじかん」英語曲（Happy Time）（にゃんダフル☆デイズ）作詞ボーカル曲（虹のすべり台）など新曲や、おはよう、おやすみ、携帯着ボイスなどのボイストラックもなど１０トラック収録。）
- 安倍ようこ２ndCDミニソロアルバム「ようこそ雪のおうち」作詞ボーカル　安倍ようこ（こっちむいてニャンコ）作詞ボーカル　安倍ようこ（雪の妖精たち）新曲や（にゃんダフル☆デイズ）や、お誕生日おめでとう、こんにちは、おやすみなさい、ねこちゃんボイスなどのボイストラック、ようこそラジオvol.1ど全１７トラック収録。）
- 安倍ようこ3ｒdCDミニアルバム「はっぴーでんぱワールド」ゲストに、アメリカ人DJmandiを迎えて１曲目「ラブリーにゃんだーワールド」ボーカル　安倍ようこ＆mandi 作詞　安倍ようこ 作曲　真我光生「happy chistmas」英語曲　ボーカル　安倍ようこ　　作曲　真我光生　鎌倉FM[カマアニNEXT]ラジオ番組オープニング主題歌「NEXT」ボーカル　安倍ようこ　作詞　安倍ようこ作曲　真我光生　「ともだち」ボーカル　安倍ようこ　作詞　安倍ようこ作曲　真我光生　新曲４曲やおはようボイスでクリスマスボイス,あけおめボイスは安倍ようこ、mandiそれぞれ（おこさま、おねえさん、英語編）mandiのラジオジングルA,Bなどのボイストラック、ようこそラジオvol.2など全１5トラック収録。）
- 2017年１月〜鎌倉FM「カマアニNEXT」ラジオ主題歌「NEXT」作詞 安倍ようこ作曲 真我光生 ボーカル 安倍ようこ

### イベント
- 2005年8月 - 「コミックマーケット」「V-hearts vol.3」CD おやつのじかん 収録アルバム発売記念イベント サイン会（東京国際展示場）
- 2006年10月 - 「ドリームパーティー東京」安倍ようこ初ミニライブ（東京国際展示場）
- 2007年5月 - 「ドリームパーティー東京」ブースイベントMC 司会（東京国際展示場）
- 2008年
  - 3月2日 - 「AKB GIRLS POWER」ライブイベント （ドレス東京（秋葉原））
  - 4月6日 - 「安倍ようこファーストライブ」初ソロステージライブ （ドレス東京（秋葉原））
  - 6月15日 - 「電子万博EXPO'11ライブ」（スタジオ キューブ326（田町））

声優、アニメ歌手出演イベント）Plume（水野愛日・河原木志穂・遠藤綾）、弓原七海、木氏沙織と共演。
- 2012年
  - 2月19日 - 「電波はっ★キュンでぃ☆dreaming」ライブイベント出演（渋谷・Loop ANNEX）
  - 8月11日 - 「コミックマーケット」安倍ようこボーカル曲「ぴ・ぴ・ぴ」を収録ミニアルバムCD「らぶでんぱ」発売ブース参加（東京国際展示場）
  - 12月15日 - 「スーパーアイドルキャットコレクション 秋葉原編」ライブイベントに出演。アニメ 特撮ソング歌手 成田賢 と 共演（ドレス・アキバホール（秋葉原）
  - 12月31日 - 「コミックマーケット」「ぐろりあ」でゲスト歌手参加シングルCD「おでんぱ☆スタジオ」発売ブース参加（東京国際展示場）

- 2013年
  - 4月7日 - 「スーパーアイドルキャットコレクション ~拡大版」ライブイベントに出演。アニメ 特撮ソング歌手 成田賢 と 共演（アップス（大阪日本橋）
  - 6月15日 - 「電波はっ★キュンでぃ☆dreaming」おでんぱ☆スタジオ新メンバーとしてライブイベント出演（club axxcis（新宿）
  - 7月 - 「Japan Expo  2013」安倍ようこボーカル曲を収録ミニアルバムCD「おでんぱ☆スタジオもう4ちゃい」CD参加（フランス）
  - 8月12日 - 「コミックマーケット」安倍ようこボーカル曲「肝試し現場でうらめしや」を収録ミニアルバムCD「おでんぱ☆夏祭りでらっくちゅ〜」発売ブース参加（東京国際展示場）
- 2014年
  - 3月1日- 橋本潮プロデュースライブ『Favorite songs 〜私からあなたへ』ゲスト出演。アニメ歌手橋本潮と共演（東京）
  - 8月17日 - 「コミックマーケット」安倍ようこ1stミニソロアルバムCD「おうたのじかん」発売ブース参加（東京国際展示場）
  - 8月30日 -「声優☆安倍ようこのアニラジ電波」WALLOP放送局にて、初の公開生放送イベント(この夏最後の企画DAY）に出演。
- 2016年
  - 1月31日 -「コミティア」安倍ようこ2ndミニソロアルバムCD「ようこそ雪のおうち」発売ブース参加（東京国際展示場）
  - 3月5日 -「声優☆安倍ようこのアニラジ電波」WALLOP放送局にて、2度目の『公開生放送ミニライブイベント』に出演。
  - 4月2日 -WALLOP放送局「開局５周年特別プログラム」にて、桃井はるこの「モモーイ党せーけん放送」などの番組と共に、「声優☆安倍ようこのアニラジ電波」『公開生放送ミニライブイベント』に出演。-WALLOP放送局
  - 10月2日- SEIGO演奏原作、朗読＆ライブ『歌舞伎町』に、俳優金田賢一と女優豊島由佳梨等と共演、ゲスト出演。（新宿ゴールデン街劇場）
  - 12月31日 - 「コミックマーケット」安倍ようこ３rdミニアルバムCD（ゲスト）アメリカ人DJ(mandi)「はっぴーでんぱワールド」壁サークルで発売ブース参加（東京国際展示場）
- 2017年
  - 8月11日-「コミックマーケット」安倍ようこ4thミニアルバムCD（ゲスト）アメリカ人DJ(mandi)「ビーチでデンパ」発売ブース参加（東京国際展示場）
  - 12月29日-「コミックマーケット」安倍ようこ5thミニアルバムCD（ゲスト）くりーむ「ワンにゃんカフェへようこそ」発売ブース参加（東京国際展示場）
- 2018年
  - 8月10日-「コミックマーケット」安倍ようこ6thミニアルバムCD（ゲスト）アメリカ人DJ(mandi)「プリにゃん」発売ブース参加（東京国際展示場）
  - 12月30日-「コミックマーケット」安倍ようこ&mandi7thベストアルバムCD「安倍ようこ＆mandi ベスト」発売ブース参加（東京国際展示場）
- 2019年
  - 4月6日-WALLOP放送局 「開局7周年特別プログラム」ワロススタジオにて公開生放送に(ゲスト)にとろ美を迎えて ライブ出演桃井はるこ 永野希 などと共演
  - 8月12日-「コミックマーケット」安倍ようこ8thミニアルバムCD「楽しいゆうえんち」発売ブース参加（東京国際展示場)
  - 8月24日-「Dream Voice vol.5 supported by 声優グランプリ」ライブ出演(mismatch(池袋)[3]
- 2021年
  - 12月31日　太田貴子年忘れ紅白大忘年会「Creamy Sweet2021」で魔法の天使クリィミーマミ ソングを歌ってライブ出演　太田貴子と共演 (絵空箱(新宿)[4]